# Мойр-Джеймс, Мэйбл
Мэйбл Мойр-Джеймс (англ. Mabel Moir-James; 1917—2010) — доминикская общественно-политическая деятельница, первая женщина-министр Доминики. Известна также как активная участница движения за права женщин и основательница Гильдию женщин в Доминике.

## Биография
Прежде чем заняться политикой, Мойр-Джеймс работала со своим мужем в аптеке.
Она вступила в Лейбористскую партию Доминики и завоевала депутатское место от Западного округа на всеобщих выборах в 1966 году. В 1967 году Доминика получила от Великобритании статус ассоциированного государства, и Мойр-Джеймс стал министром внутренних дел Она занимала эту должность с 1967 по 1970 год.